# IC 2006
IC 2006 — эллиптическая галактика в созвездии Эридана. Галактика была открыта 3 октября 1997 года американским астрономом Льюисом Свифтом. По оценкам расстояние до галактики составляет от 60 до 70 млн световых лет (20 Мпк), галактика находится в скоплении Печи.
IC 2006 является галактикой раннего типа, по классификации Хаббла относится к классу E1, но галактику также относят к категории линзовидных галактик морфологического типа
SA0−. Несмотря на название, галактики раннего типа намного старше спиральных галактик и состоят в основном из старых красных звёзд. В таких галактиках звездообразование почти не происходит. Понижение темпа звездообразования в эллиптических галактиках, вероятно, сначала происходит в центральных областях, затем распространяется к периферии. Возраст галактики оценивается в 8,1 ± 1,7 млрд лет.
Изображение, полученное телескопом Хаббла в 2015 году, показывает гладкий профиль яркости и отсутствие спиральных рукавов. Тем не менее, IC 2006 обладает кольцом вокруг галактики. По-видимому, кольцо вращается в противоположном направлении относительно галактики, что может объясняться полярным кольцом эллиптической формы.